# Mormia gerrula
Mormia gerrula és una espècie d'insecte dípter pertanyent a la família dels psicòdids.

## Descripció
- Mascle: occipuci elevat i arrodonit; edeagus esvelt; antenes d'1 mm de llargària i ales d'1,40 mm de longitud i 0,42 d'amplada.
- La femella no ha estat encara descrita.[3]

## Distribució geogràfica
Es troba a Nova Guinea.